# Mangora fascialata
Mangora fascialata är en spindelart som beskrevs av Pelegrín Franganillo Balboa 1936. 
Mangora fascialata ingår i släktet Mangora och familjen hjulspindlar. Inga underarter finns listade i Catalogue of Life.